# هیره زرد
هیره زرد (نام علمی:  Lorryia formosa) گونه‌ای هیره است که طول عمر آن فقط حدود ۳۷ روز است و اندازه آن کمتر از یک چهارم میلی‌متر (۲۵۰ میکرون) است. این حشرات بسیار ریز انگل مرکبات بوده و اصالتاً از کشور مراکش هستند.